# Jenard
Jenard war eine britische Automarke, die nur 1956 von J. A. Elsmore in Yeovil (Somerset) gebaut wurde.
Der Jenard war ein kleiner Sportwagen, der als Kit-Car aus verschiedenen Teilen anderer Hersteller aufgebaut wurde. 1955 wurde der Wagen mit vier verschiedenen Motoren zur Auswahl angekündigt, aber es ist nicht klar, wie viele Exemplare tatsächlich im einzigen Produktionsjahr 1956 entstanden sind.